# Strömslandet
Strömslandet är en halvö i Finland. Den ligger i Lovisa stad i landskapet Nyland, i den södra delen av landet, 70 km öster om huvudstaden Helsingfors.